# Google Knowledge Graph
El Knowledge Graph (Grafo de Conocimiento en inglés) es una base de conocimiento estructurada en forma de grafo usada por Google para mejorar los resultados obtenidos con su motor de búsqueda mediante información de búsqueda semántica recolectada de una amplia gama de recursos. La aparición de este grafo se añadió al motor de búsqueda de Google en 2012, inicialmente en los Estados Unidos, luego de haber sido anunciado el 16 de mayo de 2012.

## Estructura
Provee información  estructurada y detallada acerca de un tema además de una lista de enlaces a otros sitios. La meta es que el usuario sea capaz de usar esta información para resolver su consulta sin tener que navegar a otros sitios para que reúna la información por sí mismo.

## Uso
De acuerdo con Google, esta información se deriva de muchos recursos, que incluyen el CIA World Factbook, Freebase y Wikipedia.  La característica es similar en intención a los motores de respuesta tales como Ask Jeeves y Wolfram Alpha.  A partir de 2012, su red semántica contenía más de 570 millones de objetos y más de 18 mil millones de sucesos acerca de –y relaciones entre– esos diferentes objetos que se usan para entender el significado del término índice ingresado en la búsqueda.